# Botanischer Garten von Pisa

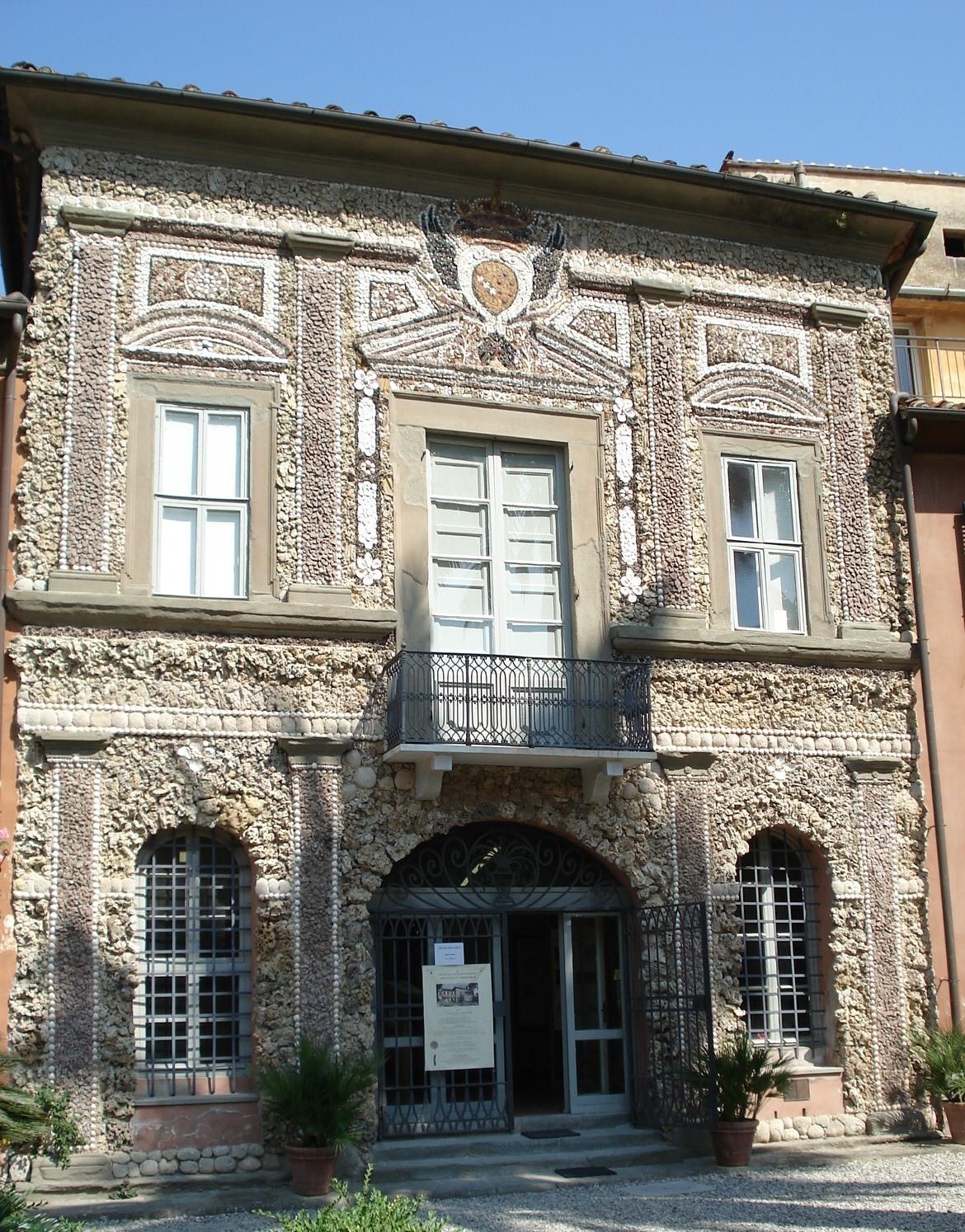
Das historische Istituto di Botanica

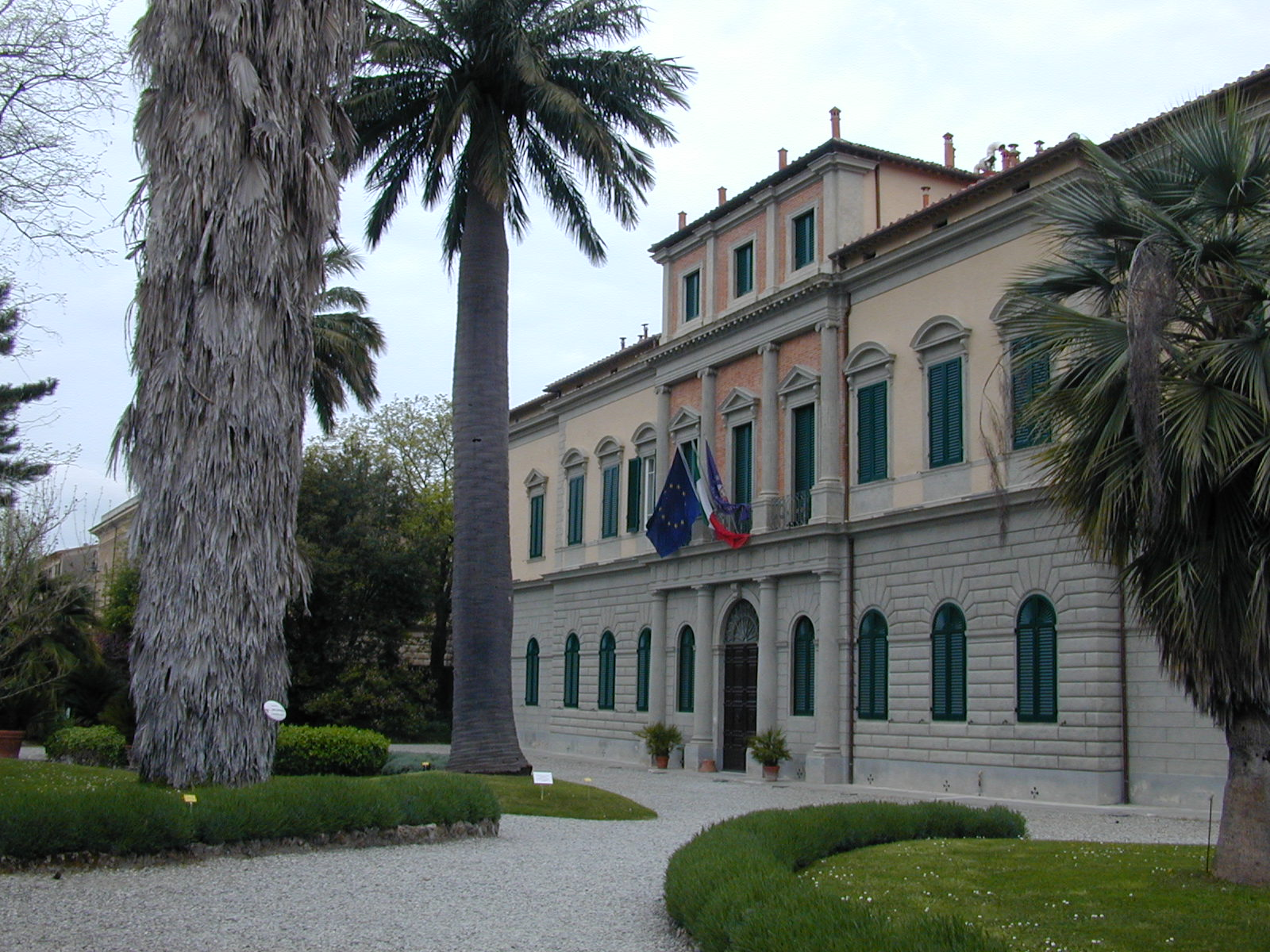
Garten und Institut für Botanik

Der Botanische Garten von Pisa wurde in den Jahren 1543 und 1544 auf Betreiben des Arztes und Botanikers Luca Ghini, der selbst nicht aus der mittelitalienischen Stadt Pisa stammte, gegründet. Ihm stand Cosimo I. de’ Medici, der Großherzog der Toskana, finanziell bei. Dem Gründungsdatum nach handelt es sich um den weltweit ältesten botanischen Garten einer Universität. Da er heute jedoch nicht mehr an der ursprünglichen Stelle ist, steht dieser Rang dem botanischen Garten von Padua zu.
Der Garten wurde 1563 an eine andere Stelle versetzt, wechselte dann von 1591 bis 1595 wieder den Ort und fand definitiv in der Nähe der Piazza dei Miracoli seinen Platz. Im Garten waren damals auch das Institut für Botanik (Istituto di Botanica) und ein naturwissenschaftliches Museum.
Im Jahr 1814 wurde das Museum vom Garten getrennt. Die Anordnung der Beete und Pflanzen wurde im Laufe der Zeit öfters geändert. Im 19. Jahrhundert erreichte die Anlage einen Umfang von 148 Beeten mit 2000 Pflanzenarten. Die Fläche wurde noch im 19. Jahrhundert auf ca. 3 ha erweitert. 1984 kamen die Fakultät für Botanik und der Garten unter die Abteilung Botanik der Universität Pisa. 2006 wurde diese Abteilung aufgelöst und der Garten unter die Abteilung Biologie der Universität gestellt.

## Pflanzen
Das Arboretum geht auf das 19. Jahrhundert zurück. Die zwei ältesten Bäume (Ginkgo biloba und Magnolia grandiflora) stammen aus dem Jahr 1787. Weiters gibt es eine Abteilung nach systematischen Gesichtspunkten mit 550 Arten. In einer anderen Abteilung (Orto del Mirto) findet man 140 Heilpflanzen. Als Pflanzen der Feuchtgebiete werden einige in Italien bedrohte Sumpfpflanzen gehalten. Zu nennen sind noch die Abteilung für Geophyten mit Zwiebelpflanzen sowie jene für Sukkulenten mit Kakteen, Euphorbien, Dickblattgewächsen und Agaven.